# 默里·斯蒂尔
默里·斯蒂尔（英語：Murray Steele，1961年7月16日—），新西兰男子自行车运动员。他曾代表新西兰参加1982年英联邦运动会自行车比赛，获得一枚银牌和一枚铜牌。他也曾参加1984年夏季奥林匹克运动会。